# العلاقات الإريترية الإسواتينية
العلاقات الإريترية الإسواتينية هي العلاقات الثنائية التي تجمع بين إريتريا وإسواتيني.

## مقارنة بين البلدين
هذه مقارنة عامة ومرجعية للدولتين:
| وجه المقارنة                                              | إريتريا                                      | إسواتيني                                   |
| --------------------------------------------------------- | -------------------------------------------- | ------------------------------------------ |
| المساحة (كم2)                                             | 117.60 ألف                                   | 17.36 ألف                                  |
| عدد السكان (نسمة)                                         | 6.33 مليون                                   | 1.37 مليون                                 |
| الكثافة السكانية (ن./كم²)                                 | 53.83                                        | 78.92                                      |
| العاصمة                                                   | أسمرة                                        | لوبامبا، مبابان                            |
| اللغة الرسمية                                             | اللغة التغرينية، اللغة العربية، لغة إنجليزية | لغة إنجليزية، لغة سوازي                    |
| العملة                                                    | ناكفا                                        | ليلانغيني سوازيلندي                        |
| الناتج المحلي الإجمالي (بليون دولار)                      | 2.61 مليار                                   | 4.41 مليار                                 |
| الناتج المحلي الإجمالي (تعادل القوة الشرائية) بليون دولار |                                              | 11.13 مليار                                |
| الناتج المحلي الإجمالي الاسمي للفرد دولار أمريكي          |                                              | 3.20 ألف                                   |
| الناتج المحلي الإجمالي للفرد دولار أمريكي                 |                                              | 8.29 ألف                                   |
| مؤشر التنمية البشرية                                      | 0.391                                        | 0.531                                      |
| رمز المكالمات الدولي                                      | +291                                         | +268                                       |
| رمز الإنترنت                                              | .er                                          | .sz                                        |
| المنطقة الزمنية                                           | ت ع م+03:00                                  | التوقيت القياسي لجنوب أفريقيا، ت ع م+02:00 |

## منظمات دولية مشتركة
يشترك البلدان في عضوية مجموعة من المنظمات الدولية، منها:
| علم المنظمة | اسم المنظمة                                 | تاريخ انضمام إريتريا | تاريخ انضمام إسواتيني |
| ----------- | ------------------------------------------- | -------------------- | --------------------- |
|             | مؤسسة التمويل الدولية                       | 11 أكتوبر 1995       | 22 سبتمبر 1969        |
|             | منظمة حظر الأسلحة الكيميائية                | ?                    | ?                     |
|             | البنك الإفريقي للتنمية                      | ?                    | ?                     |
|             | يونسكو                                      | 2 سبتمبر 1993        | 25 يناير 1978         |
|             | الأمم المتحدة                               | 28 مايو 1993         | 24 سبتمبر 1968        |
|             | الاتحاد الدولي للاتصالات                    | 6 أغسطس 1993         | 11 نوفمبر 1970        |
|             | منظمة الشرطة الجنائية الدولية               | ?                    | ?                     |
|             | البنك الدولي للإنشاء والتعمير               | 6 يوليو 1994         | 22 سبتمبر 1969        |
|             | الاتحاد البريدي العالمي                     | ?                    | ?                     |
|             | مؤسسة التنمية الدولية                       | 6 يوليو 1994         | 22 سبتمبر 1969        |
|             | الاتحاد الأفريقي                            | ?                    | ?                     |
|             | وكالة ضمان الاستثمار متعدد الأطراف          | 10 سبتمبر 1996       | 18 أبريل 1990         |
|             | مجموعة دول أفريقيا والكاريبي والمحيط الهادئ | ?                    | ?                     |